# Yvette Jaggi

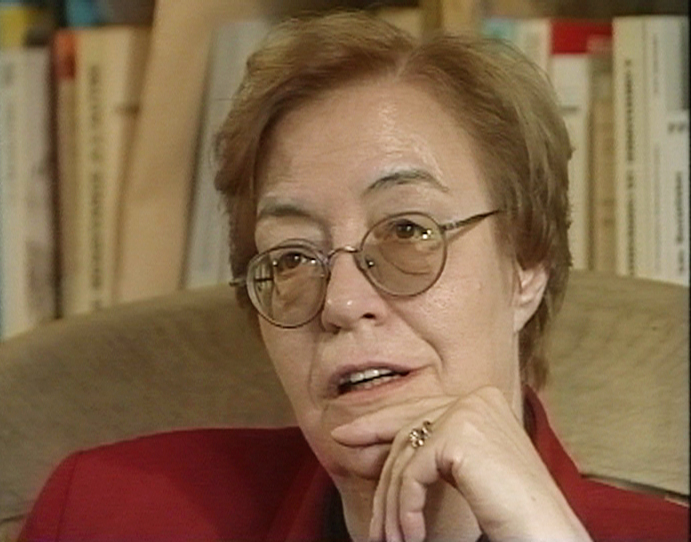
Yvette Jaggi

Yvette Jaggi (* 11. Februar 1941 in Lausanne; heimatberechtigt in Gsteig und Lausanne) ist eine Schweizer Politikerin (SP), Nationalrätin, erste Waadtländer Ständerätin und erste Stadtpräsidentin von Lausanne.

## Leben und Politik
Als Tochter des Bankangestellten Ernest François und der Hausfrau Esther Julie geborene Bussy besuchte Yvette Jaggi 1951–1957 die Höhere Töchterschule und 1957–1960 das Mädchengymnasium in Lausanne. Dort schloss sie 1964 an der Universität sowohl ein geisteswissenschaftliches Studium (Geschichte im Hauptfach) als auch ein Studium in Politikwissenschaften ab. 1970 promovierte sie in Politikwissenschaften mit einer Arbeit über Konzentrationsprozesse im Handel. Für ihre Dissertation erhielt sie mehrere Auszeichnungen, unter anderem einen Preis der Société académique vaudoise und 1971 die Medaille der Académie des sciences commerciales de Paris. Nachdem Jaggi 1964–1969 für das Warenhaus Innovation in Lausanne und 1969–1971 für Coop in Basel gearbeitet hatte, war sie 1971–1973 beim Schweizerischen Nationalfonds in Bern für die Nachwuchsstipendien zuständig. Danach leitete sie 1973–1979 die Fédération romande des consommatrices. 1978–1985 lehrte sie Konsumsoziologie an der Abteilung für Sozial- und Politikwissenschaften der Universität Lausanne und 1980–1985 Volkswirtschaft am Departement Elektrizität, später am Departement Physik der Eidgenössischen Technischen Hochschule Lausanne. Ab den 1960er Jahren schrieb sie für die Wochenschrift Domaine public.
1972 trat Jaggi der Sozialdemokratischen Partei (SP) bei. Ihre politische Laufbahn machte sie auf nationaler und kommunaler Ebene. So sass sie 1979–1987 im Nationalrat und 1987–1991 im Ständerat. 1980–1986 gehörte sie dem Parteivorstand der SP Schweiz an, ab 1982 als Vizepräsidentin, und 1981–1985 stand sie der SP Frauen Schweiz vor. Ferner war sie ab Ende der 1970er Jahre Mitglied mehrerer ausserparlamentarischer Kommissionen. Auf Gemeindeebene wirkte sie 1982–1985 im Lausanner Stadtparlament, bevor sie 1986 in die Stadtregierung gewählt wurde, in der sie die Finanzdirektion übernahm. 1990–1997 war sie Stadtpräsidentin von Lausanne. Sie arbeitete 1990–1998 im Vorstand des Schweizerischen Städteverbands, den sie ab 1996 präsidierte. Zudem hatte sie 1999–2002 das Co-Präsidium des Waadtländer Verfassungsrats inne.
Jaggi gehörte 1978–1995 dem Aufsichtsrat des Crédit foncier vaudois und 1992–2002 dem Bankrat sowie ab 1994 dem Bankausschuss der Schweizerischen Nationalbank an. Zudem war sie 1999–2005 Verwaltungsrätin der Schweizerischen Bundesbahnen. 1998–2005 präsidierte  sie die Pro Helvetia. Darüber hinaus lehrte sie 1998–2001 als Privatdozentin und 2001–2006 als stellvertretende Professorin Geografie an der Universität Lausanne, an der sie Vorlesungen über die Bedingungen des urbanen Lebens hielt. 2002–2010 stand sie dem Programm Europan Europe (Europe Programme Architecture Nouvelle) vor.
Seit Beginn ihrer politischen Laufbahn engagierte sich Jaggi für die Frauenbewegung und wurde zu einer ihrer führenden Repräsentantinnen. So arbeitete sie 1986–2002 im Schweizer Ausschuss des Netzwerks Taten statt Worte mit und nahm als Stadtpräsidentin am Frauenstreik vom 14. Juni 1991 teil. Sie setzte sich auch für die Wirtschafts- und Kulturförderung ein, etwa als Präsidentin 2006–2015 der Association pour la solidarité et la création d'entreprises (seit 2009 Stiftung Microcrédit solidaire suisse) und 2007–2014 als Vorsitzende der Stiftung Les Urbaines, die das aktuelle Kunstschaffen unterstützt.
Jaggi erhielt mehrere Auszeichnungen, darunter 1996 die Medaille d'or der Fondation Jean Monnet pour l'Europe, 1997 die Medaille des Olympischen Ordens, 2002 den Ehrendoktor der Universität Strathclyde (Glasgow) und 2013 das Komturkreuz des französischen Ordre national du Mérite.

## Werke
- Yvette Jaggi: Le phénomène de concentration dans le secteur de la distribution en relation avec l'avènement de la société de consommation massive, Dissertation, Universität Lausanne, 1970.
- Yvette Jaggi: Politique économique extérieure, défense nationale économique, 1983.
- Yvette Jaggi: Ce n’est pas le moment de mollir, 1991.